# حدود مفتوحة

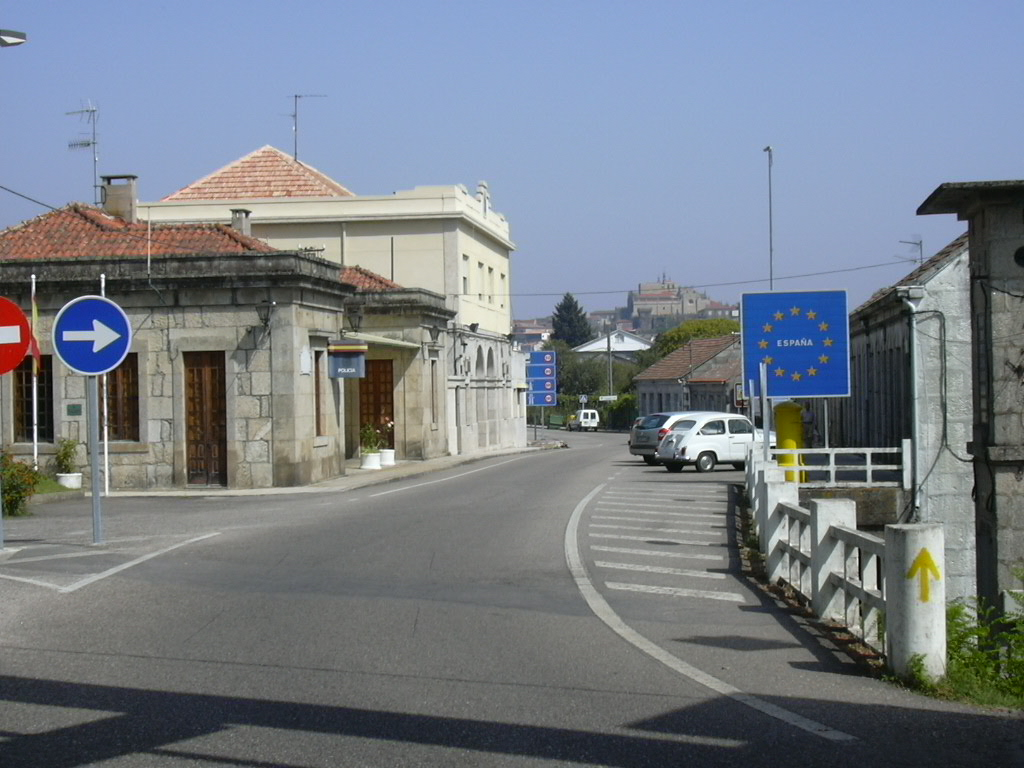
الحدود بين إسبانيا والبرتغال (كلاهما عضوان في اتفاقية الشينجن).

الحدود المفتوحة هي الحدود التي تمنح الحرية لحركة الأشخاص (وغالباً البضائع) بين حدود الولايات القضائية بدون أو بوجود قيود قليلة على الحركة والتي تفتقر حقاً إلى تحكم حكومي مستمر لحدودها. تُفتح الحدود أحيانا بسبب تشريعات قانونية تسمح بحرية الحركة للناس بعبور الحدود أو بسبب عدم وجود تشريع قانوني متماسك أوإشراف مباشر لضبط الحركة على الحدود. إن أفضل مثال على ذلك هو اتفاقية شنغن التي أُبرمت بين معظم دول الاقتصادية فيالاتحاد الأوربي. على الجانب الأخر، أصبحت الحدود التي تشكل خط التماس بين الهند وبنغلاديش في ما بعد تحت السيطرة المشتركة لدولتين.يطبق مصطلح الحدود المفتوحة حصراً على تدفق حركة الناس وليس حركة البضائع والخدمات، وفقط على الحدود بين الدول ذات التشريعات القضائية السياسية وليس مجرد حدود ذات ملكية خاصة.
إن الحدود المفتوحة هي تقسيمات فرعية مشتركة داخل الدول ذات أراضي سيادية، وعلى الرغم من إن بعض لديها القدرة على السيطرة على حدودها (إن أفضل مثال على ذلك هو الجمهورية الصينية الشعبية بين الطريق البري الرئيسي والمناطق إدارية تابعه لهونغ كونغ وماكو). تكون الحدود المفتوحة عادةً بين الولايات الفدرالية كما التي موجودة في الولايات المتحدة الأمريكية وعلى الرغم من إن في بعض الحالات تكون هناك القدرة على منح الحرية أو تقييد الحركة بين الدول الأعضاء عبر نظام ذو جواز سفر داخلي. تحتفظ الدول الفدرالية والكون فدرالية عادة بضوابط حدودية خارجية من خلال نظام مشترك لمراقبة الحدود، رغم أن لها في بعض الأحيان حدودًا مفتوحة مع دول أخرى غير أعضاء التي تكون خارج هذا النظام (خاصة البلاد مثل سويسرا والاتحاد الأوروبي) من خلال اتفاقيات دولية خاصة.
إن مراقبة الحدود الدولية الشائعة ما هي إلا ظاهرة جديدة في تاريخ العالم. في الماضي، قد فتحت الكثير من الدول حدودها الدولية للحركة الناس والبضائع عملياً أو الافتقار الئ قيود قانونية تحد من تلك الظاهرة. عُرف الكثير من المؤلفين مثل جون ماينارد كينز أوائل القرن العشرين وخاصة الحرب العالمية الأولى باعتبارها نقطة تحول في مسألة ضبط الحركة على الحدود.
قد كانت هناك محاولات متفرقة لنشر فكرة فتح الحدود كفكرة تحمل في طياتها طابع سياسي قابل لتطبيق العملي. وسرعان ما أصبحت الحدود المفتوحة شائعة بعد عام 1889. عقد المؤتمر الدولي للهجرة في روما في مايو 1924، حيث اقر هذا المؤتمر إن إيانسان له الحق في الهجرة لبلد مختلف عن بلده الأم في حالة أراد ذلك. قبل عام 1889، لم تكن الهجرة إلى الولايات المتحدة الأمريكية خاضعة لسيطرة خصوصاً خلال الحرب العالمية الأولى، حيث أصبحت الهجرة سهلة للناس للخروج من بلدهم إلى دول أجنبية أخرى. بعد الحرب العالمية الثانية، كانت تبحث الدول عن الكثير من العمال الجدد وأصدرت في حينها ألمانيا برنامج الضيف النافذ لجذب الناس من إنحاء العالم للعمل فيها. وبعد ذلكوخاصة في فترة السبعينات والثمانينات، أعيد فرض القيود على الحركة بين حدود الدول الصناعية. أصبحت الهجرة في الوقت الحاليأكثر تعقيداً وصعوبة للناس الذين يفتقرون للمهارات والدخل الكافي للعيش هناك.

## أنواع الحدود
لفهم الحجج والبراهين التي تعارض أو تؤيد فتح الحدود يجب عليك أولا إن نأخذ لمحة سريعة وأن يكون لديك معلومات أساسية عن الأنواعا لأخرى المتاحة. تلك الحدود هن:
الحدود المفتوحة المشروطة هي الحدود التي تسمح بحركة الناس عبر الحدود الذين ينطبق عليهم الشروط الموضوعة لذلك الأمر. تحد تلك الشروط من تطبيع الضوابط الحدودية إذ ما عارضها اتفاق أو قانون دولي، أو يمكن تعريف الشروط الخاصة بموجب قانون قضائي للناس الذين يدعون إن لهم الحق بالدخول للبلد المقصود. تطلب عادتاً الحدود المفتوحة المشروطة تقديم ادعاء لناس الذين يدعون إن لهم الحق بدخول من ضمن القانون القضائي الجديد وذكر الأسباب التي يعتقدون من خلالها استيفائهم لشروط الخاصة الموضوعة التي تسمح لهم بالدخول للولاية القضائية. يمكن للولايات القضائية إن تحجز الناس حتى يتم اعتماد أو الموافقة على طلبهم بالدخول إلى الولاية المقصودة أو يجوز لهم في ذات الوقت بإطلاق سراحهم في الولاية في حالة تتم دراسة ادعائهم. كل ما تم السماح بفتح الحدود بشروط مسبقة، يتطلب الأمر عادة بذل جهد كبير لتجنب انهيار القانونين والضوابط الموضوعة للحركة في الحدود إلا إن يتم فتحها. مثال على الحدود المفتوحة المشروطة هي حدود البلد التي تسمح بحركة طالبي اللجوء بسبب تطبيق إما اتفاقية اللاجئين لعام 1951 أو القانون الدولي الذي يقر بالسماح للناس بعبور الحدود هربًا من وضع تكون فيه حياتهم مهددة بشكل مباشر أو وقعوا في خطراً كبير بلدهم الام. مثال آخر هو الحدود بين إيرلندا والمملكة المتحدة. تسمح البلدان بحرية الحركة لمواطنيهما، ولكن من أجل التمتع بهذه الميزة قد يُطلب من هؤلاء المواطنين أنفسهم تقديم أدلة في الموانئ والمطارات بأنهم مواطنون بريطانيون أو أيرلنديون عند العبور من البحر الأيرلندي. وبالحقيقة ان هذه التحقيقات تتم من قبل الشرطة المكلفة بذلك وليس من قبل ضباط الهجرة. (اعتبارًا من أكتوبر 2018، تم اللغاء تلك الضوابط على الحدود البرية التي يسهل المرور عبرها بدون المرور بالسلطات الامنية).
الحدود الخاضعة للسيطرة هي الحدود التي تسمح بحرية الحركة لناس بين مختلف الولايات القضائية ولكن تتطلب قيود بسيطة أو قيود معقدة لأجل ذلك. يتطلب هذا النوع من الحدود من الشخص الذي يريد ان يعبر الحدود ان يملك فيزا أو ان تمنح له اقامة قصيرة الامد من دون فيزا لسفر للولايات القضائية. كانت ومازالت تملك الحدود الخاضعة لسيطرة طرقها في مراقبة وتسجيل حركات الناس عبر الحدود من أجل العمل والتأكد من مطابقة الشروط المطلوبة بالفيزا أو أي شرط حدودي أخر. تٌفرض القيود احيانا في الحدود الخاضعة لسيطرة ما إذا يمكن أو لا يمكن ان يفعله الشخص في الولاية القضائية التي انتقل اليها، توجد هناك بعض العوائق بين الحدود التي تصعب عملية المراقبة فيها مثلاً النهر أو المحيط سياج حدودي لتؤكد من عدم تجاوز الضوابط الحدودية بحيث تكون هناك نقاط حدودية محددة للعبور يُمكن التأكد فيها من مطابقة الاشخاص للضوابط وللشروط التي يعٌمل فيها. نظراً للحركة واسعة النطاق للأشخاص اليوم بمختلف الاسباب اما للعمل، والإجازة، والدراسة، وغيرها من الأسباب، تتطلب الحدود الخاضعة لسيطرة كذلك عمليات تدقيق داخلية وضوابط داخلية داخل الولاية القضائية نفسها لضمان امتثال أي شخص دخل إلى الولاية لأي للشروط والضوابط التي يعمل بها لعبور الحدود وأنهم يلتزمون بالمدة الزمنية المسموح لهم البقاء فيها في الولاية أو ان لا يصنف على انه مقيم غير شرعي.
الحدود المغلقة هي الحدود التي تمنع الحركة الناس بين مختلف الولايات القضائية مع استثناءات محدودة أو بدون التي ترتبط بها حركة الناس. عادة تغلق هذه الحدود بأسوار أو حواجز تغلق فيها أي بوابة ومعبر حدودي وفي حالة تفتح الحدود تمنح حرية الحركة للناس بظروف استثنائية. ولعل المثال الأكثر شهرة لهذا النوع من الحدود هو المنطقة المنزوعة السلاح بين كوريا الشمالية وكوريا الجنوبية. يمكننا أن نطلق على جدار برلين في ألمانيا أيضًا نوع من أنواع الحدود المغلقة.
تفتح الحدود أو تغلق بناءً على: حالة الدخول، ومدة الدخول، مؤهلات الدخول، وحقوق وواجبات الوافدين، وحصص الدخول. تشير حالة الدخول إلى مهنة الشخص عندما يسمح له بعبور الحدود سواء كان طالب أو عامل أو جندي أو مهاجر. تؤثرحالة الشخصاحياناعلى فرص السماح له بعبور الحدود. «تُسيطر معظم دول العالم على معبره الحدودي عن طريق وضع قيود أو الحد من مدة أي زيارة». ان مؤهلات الدخول تستند على عدة عوامل توضع من قبل الدولة مثل الحالة الصحية، الدخل، الدين، والعرق. تستقبل العديد من الدول، ككندا وسنغافورة، المهاجرين الأثرياء الذين يمكنهم إظهار نية حقيقة وقدرة مالية موثقة للاستثمار في البلاد لمنحهم حق الهجرة. حقوق وواجبات الوافدين هي القيود التي يتم فرضها على الذين سُمح لهم بعبور الحدود: يجب عليك اتباع بعض القواعد واللوائح التي تفرضه حكومات الدول للسماح لهم بالبقاء فيذلك البلد. قد تسمح لك الحكومة بالحصول على إقامة ولكن قد لاتمنحك حق العمل، وأولئك المسموح لهم بالعمل قد لا يكونوا قادرين على العثور على عمل بسبب القيود وأشكال العمل المسموح بها.
كما ذُكر من امثلة ادناه، هناك درجات وانواع مختلفة من عمليات فتح أو غلق الحدود والتي تعتمد طبيعياً على الضوابط التي تفرض على جواز السفر. تُراقب جوازات السفر من قبل الشرطة الامنية أو موظفي الهجرة المخولين بذلك في بعض أنواع الحدود، ولكن يُسمح لمواطني الإقليم أو الولاية أو المناطق المشتركة بالعبور باستخدام بطاقة الهوية الوطنية على الأكثر دون أي موافقة أو قيود أو شروط أخرى. تشمل الأمثلة على أكثر أنواع الحدود انفتاحًا منطقة شنغن أو منطقة السفر المشترك ة (المملكة المتحدة / إيرلندا)، حيث لا يمكن فرض السيطرة والتحكم فيها بشكل كامل على عمليات النقل عبر الحدود بين الدول، تخضع الهجرة غير الشرعية للبلدان العالم الثالث لسيطرة الشرطة المحلية مثل مع أي نوع آخر من الدخول بطريقة سرية. تشمل الأمثلة على الحدود شبه المفتوحة الحدود بين منطقة السفر المشتركة من ناحية ومنطقة شنغن من ناحية أخرى والتي على الرغم من وجود سيطرة كاملة على جواز السفر، تعد حدود الاتحاد الأوروبي الداخلية التي يمكن لمواطني الاتحاد الأوروبي المرور بحرية دون أي الشروط، بخلاف بطاقة الهوية الوطنية. وعلى العكس تماماً، يخضع المواطنون الذين هم من خارج الاتحاد الأوروبي لعملية مراقبة جوازات السفر والتأشيرات في المطارات وبعض الموانئ. مزيج من هذين الاحتمالين هو الحدود بين روسيا وبيلاروسيا في دولة الاتحاد التي تفتقر إلى أي سيطرة فعلية على الحدود ولكن في نفس الوقت لا يسمح للأجانب باستخدام معبر غير خاضع للرقابة لدخولهم البلدين.

## المناقشة السياسية
لم يتم تحديد النقاش الحديث حول الحدود المفتوحة بوضوح في الطيف السياسي التقليدي لليساريين واليمنيين. يُنظرالى بعض الجماعات التي تعبر عن نفسها على انهم ضمن الجناح اليساري، مثلا النيوليبراليين حيث يدعمون فكرة الهجرة المقيدة بشروط وضوابط، بينما ترف مجموعا أخرى مثل التي ينتمي اليها دونالد ترامب رئيس الولايات المتحدة الأمريكية سياسات الحدود المفتوحة. وبالمثل، فإن بعض الشخصيات في الجناح اليساري، مثلا الاشتراكية الديمقراطية التي ينتمي اليها عضو مجلس الشيوخ الأمريكي بيرني ساندرز الذي يدعو إلى توخي نهج إنساني بخصوص موضوع الحدود.